# Guntur Macan
Guntur Macan is een bestuurslaag in het regentschap West-Lombok van de provincie West-Nusa Tenggara, Indonesië. Guntur Macan telt 2170 inwoners (volkstelling 2010).